# Władimir Korbukow
Władimir Dienisowicz Korbukow, ros. Владимир Денисович Корбуков (ur. w 1900 r. w Dźwińsku, zm. 1 sierpnia 1946 r. w Moskwie) – radziecki wojskowy (podpułkownik), oficer inspekcyjny w sztabie Sił Zbrojnych Komitetu Wyzwolenia Narodów Rosji pod koniec II wojny światowej.
W 1919 r. wstąpił do armii bolszewickiej. Doszedł do funkcji zastępcy szefa sztabu 2 Armii Uderzeniowej. W październiku 1942 r. dostał się do niewoli niemieckiej, po czym podjął kolaborację z Niemcami. W 1943 r. wstąpił do Rosyjskiej Armii Wyzwoleńczej (ROA) dowodzonej przez gen. Andrieja Własowa. Brał udział w kursach propagandowych, a następnie jeździł po oflagach, namawiając jeńców wojennych z Armii Czerwonej do wstępowania do ROA. Pod koniec 1944 r. został członkiem Komitetu Wyzwolenia Narodów Rosji (KONR). W grudniu tego roku wszedł w skład sztabu Sił Zbrojnych KONR, prowadząc inspekcje rosyjskich oddziałów wojskowych. Awansował do stopnia pułkownika. W kwietniu 1945 r. poddał się Amerykanom, którzy wydali go Sowietom. Po moskiewskim procesie dowódców ROA został skazany na karę śmierci, wykonaną przez powieszenie 1 sierpnia 1946 r.